# Max & Moritz (Efteling)
Max & Moritz is een dubbele gemotoriseerde stalen achtbaan in het Nederlandse attractiepark de Efteling. De achtbaan is gebouwd op de plek van de voormalige Bobbaan en op 20 juni 2020 geopend in het themagebied Anderrijk. De attractie is gericht op kinderen tussen de vier en tien jaar oud.
De achtbaan is afkomstig van de Duitse fabrikant MACK Rides. De attractie is ontworpen door Robert-Jaap Jansen, in samenwerking met Karel Willemen voor het station.

## Technisch
De attractie bestaat uit twee achtbanen die in tegengestelde richting van elkaar vertrekken, de blauwe baan Max en de groene baan Moritz. De topsnelheid bedraagt 36 kilometer per uur waarbij een maximale hoogte van zes meter bereikt wordt.

## Geschiedenis

### Aankondiging, bouw en opening
In oktober 2018 kondigde het park tegelijkertijd de sluiting van de Bobbaan en de vervanger, Max & Moritz, aan. De 34 jaar oude Bobbaan vertoonde regelmatig storingen en Intamin, de fabrikant van de Bobbaan, produceerde dit type attractie niet langer. Hierdoor was het lastig om onderdelen te vervangen. De Efteling kondigde Max & Moritz aan als een dubbele familieachtbaan met een minimumlengte van één meter. Kosten werden geschat op zo'n 15 miljoen euro.

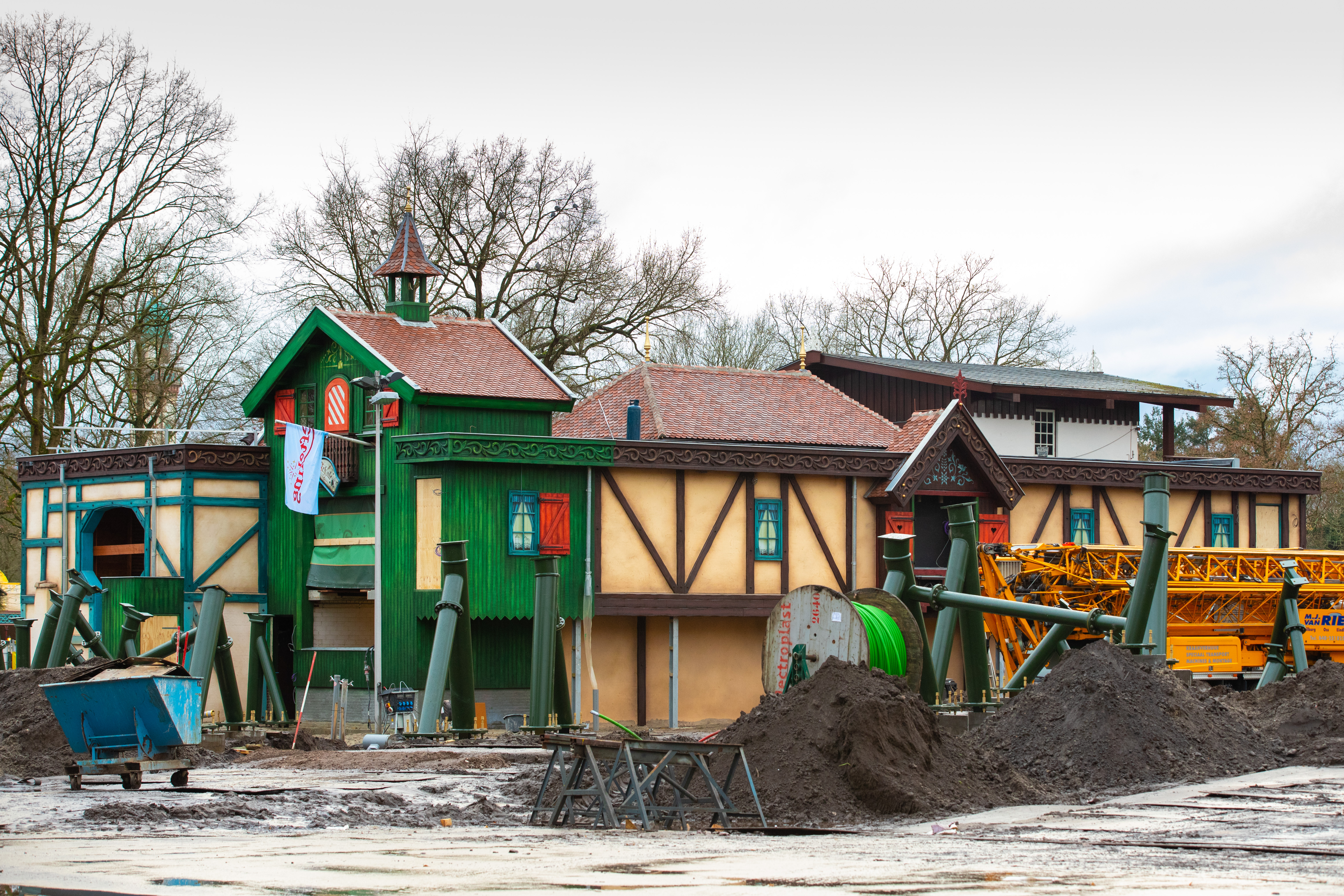
De bouw in december 2019

De eerste voorbereidingen voor de bouw begonnen in juni 2019 met het kappen van bomen en het verbreden van paden in de omgeving van de voormalige Bobbaan. Op 1 september 2019 was de Bobbaan voor het laatst geopend. Direct hierna begonnen de sloop- en bouwwerkzaamheden. Eind december 2019 waren alle ondersteuningen voor de nieuwe achtbanen geplaatst en werd het hoogste punt van het station bereikt. De eerste baandelen arriveerden begin januari 2020 en in anderhalve week tijd is de volledige baan voltooid.
Gedurende de aankleding van het stationsgebouw vroeg de Efteling aan mensen om oude spullen die in de werkplaats zouden passen, te doneren. Er werd voornamelijk gevraagd naar koekoeksklokken en gereedschap, maar ook voorwerpen als schoffels en harken werden geaccepteerd.
De opening stond aanvankelijk gepland voor april 2020, maar werd door de COVID-19-pandemie uitgesteld naar 20 juni van dat jaar.

### Na de opening
Anderhalf jaar na de opening, 4 december 2021, opende tegenover de achtbaan Bäckerei Krümel. Het daaropvolgende jaar, in de zomer van 2022, konden bij warme dagen een kwart minder voertuigen gebruikt worden. Door de hoge temperaturen kon de trein niet op de juiste plaats in het station stoppen. Om dit op te lossen, mocht maar een deel van de voertuigen gebruikt worden. Hoe warmer de dagen, hoe minder voertuigen gebruikt kunnen worden. Hoewel de Duitse attractiebouwer MACK Rides werd ingeschakeld om het mankement te verhelpen, deden de problemen zich in 2023 terug voor. Soms reed er enkel een van de twee treinen.

## Verhaal en stijl

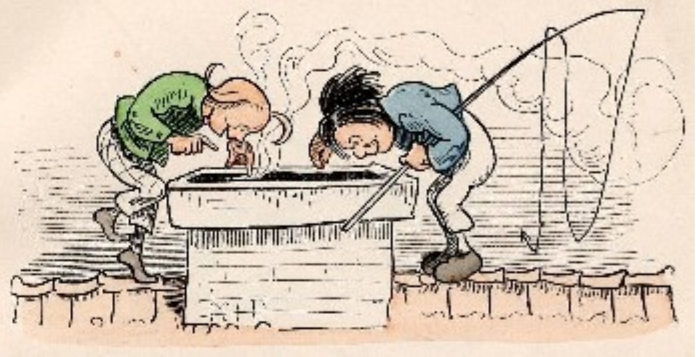
Illustratie uit het originele boek van Wilhelm Busch

Het thema van de achtbaan is gebaseerd op het Duitse kinderverhaal Max und Moritz uit 1865. In dit verhaal halen twee kwajongens in totaal zeven streken uit, waarvan de laatste voor hen slecht afloopt. Nog voor de opening werd een versie van dit verhaal opgenomen in het in 2019 verschenen Efteling-sprookjesboek En ze leven nog lang en gelukkig.
Qua architectuur en decoratie is het stationsgebouw gebouwd in chaletstijl. De houten delen vallen op door het felle kleurgebruik. Het interieur van het gebouw lijkt op een werkplaats. Er zijn met name veel koekoeksklokken te vinden. In combinatie met de stijl waarin het gebouw opgetrokken is, is dit een verwijzing naar het Zwarte Woud, dat bekend is door de productie van koekoeksklokken. Ook in de omgeving van het stationsgebouw is ingericht naar het landschap dat in Alpenlanden te vinden is.

## Max & Moritzplein
Ten zuidwesten van het stationsgebouw van de achtbaan ligt het Max & Moritzplein. Aan dit plein liggen diverse faciliteiten zoals de horecagelegenheden Frau Boltes Küche en Bäckerei Krümel. Het plein bestond al voor de opening van de attractie, maar tegelijk met de bouw van Max & Moritz, en de jaren erna, meegenomen in het thema en verhaal.

### Bäckerei Krümel

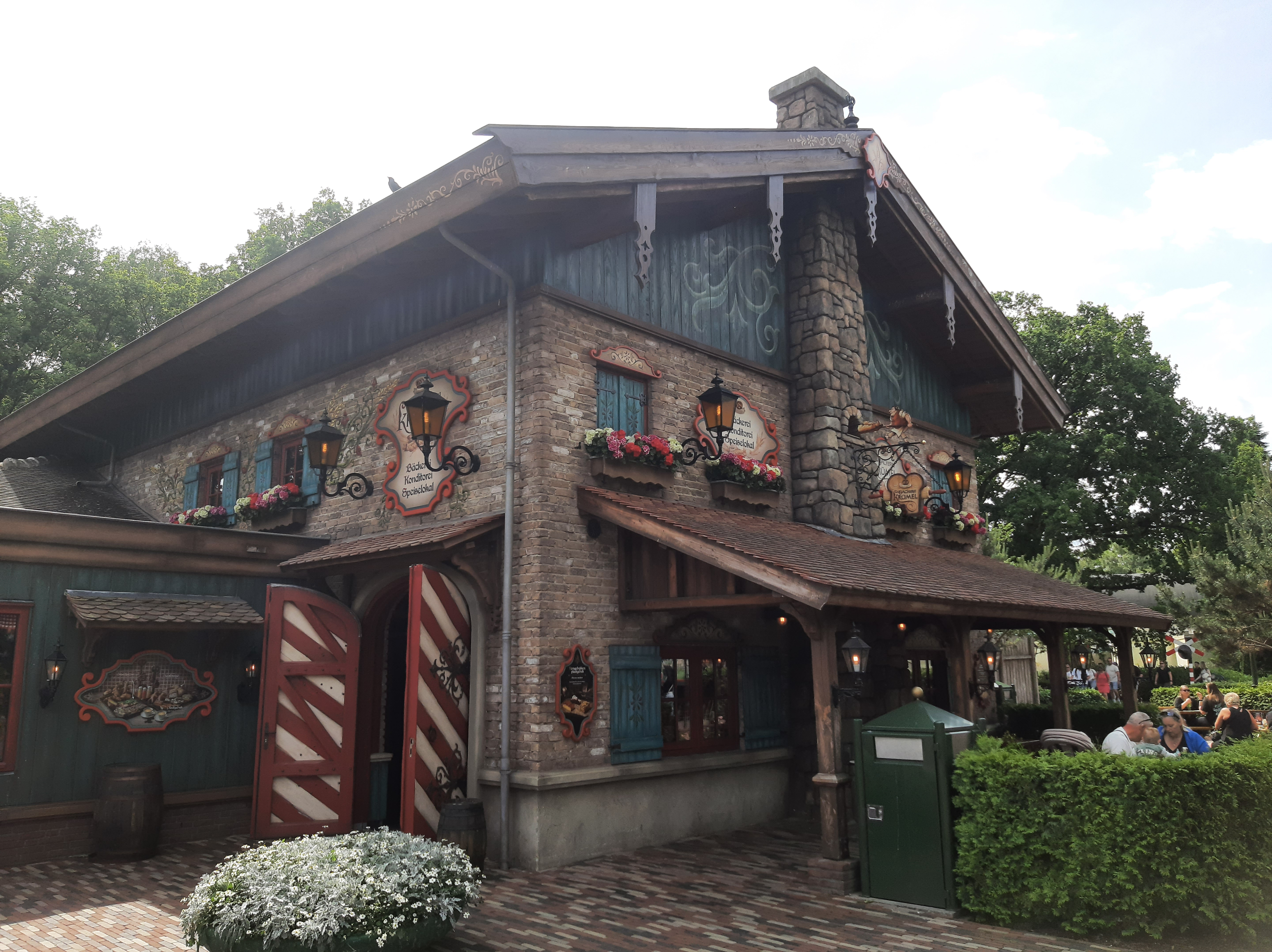
Exterieur van Bäckerei Krümel

Bäckerei Krümel (Nederlands: Bakkerij Kruimel) is een horecapunt aan het Max & Moritzplein en opende in december van 2021. Het gebouw is vormgegeven in chaletstijl en richt zich op de verkoop van onder meer gebak en warme dranken. Aan de buitenzijde van het gebouw hangen zwarte hanglampen en een uithangbord met daarop een bakker. De ramen hebben rode omlijsting en blauwe klapramen. In de vitrines op de begane grond liggen onder meer broden, koektrommels en krakelingen. Aan de zijkant van het gebouw staat een houten kar met daarin houten vaten en witte meelzakken. Boven de kar hangt een touw. Met dit touw zouden Max en Moritz het dak op zijn geklommen. Tegen de schoorsteen leunt een houten ladder met witte handafdrukken, afkomstig van Max en Moritz. In het horecapunt zijn een aantal verkoopbalies. De ruimte staat vol met decoraties die het verhaal, dat het een bakkerij is, versterken. Aan het plafond hangen houten wielen waaraan lantaarns bevestigd zijn. Op verschillende plekken zijn krakelingen in het decor te vinden. Eveneens staan op een plek twee omhulsels van Max en Moritz die volgens het verhaal gebakken zijn door de bakker. In totaal zijn er 125 zitplaatsen in het gebouw.

### Oompje Gijs

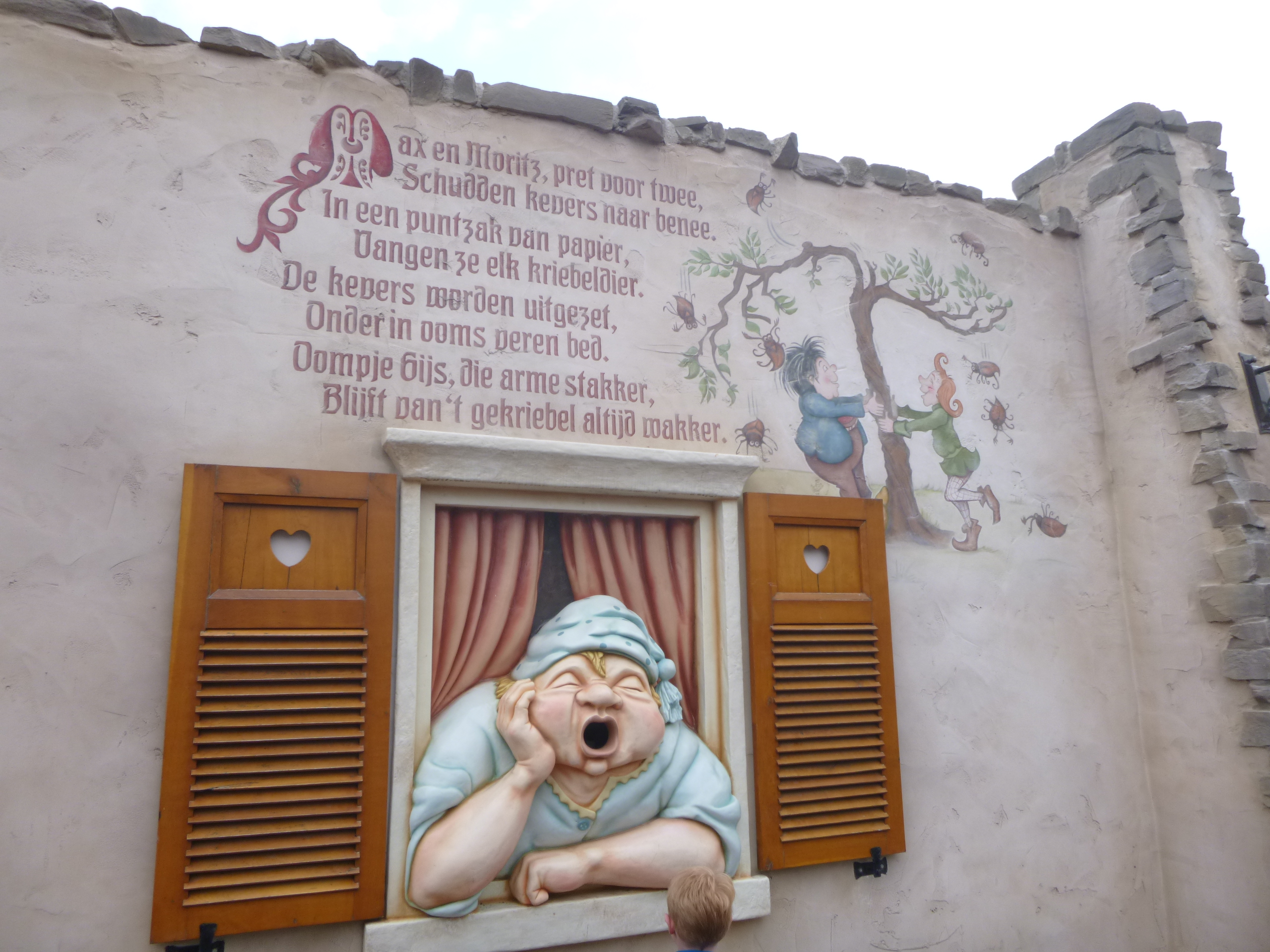
Oompje Gijs in mei 2021

Naast de uitgang van Max & Moritz bevindt zich een Holle Bolle Gijs met de naam Oompje Gijs. Oompje Gijs is gekleed in lichte blauwe nachtkleding. Hij leunt op het venster terwijl hij uit het raam hangt met zijn ogen gesloten. De houten klapramen staan open. Achter Oompje Gijs hangt een rood gordijn. Oompje Gijs spreekt zowel Duits als Nederlands. Op de muur boven Oompje Gijs staat een kort versje over hem. Hij zou niet kunnen slapen doordat Max en Moritz kevers uit een boom geschud hebben en in zijn bed gelegd hebben. Op dezelfde muur staat het tafereel, dat Max en Moritz kevers uit een boom schudden, afgebeeld.
Oompje Gijs bestond al voor de opening van de achtbaan Max & Moritz onder de naam Tiroler Gijs. Met de komst van Max & Moritz werd de naam van Holle Bolle Gijs gewijzigd, werd de stem gewijzigd en werd hij bij het thema en verhaal van de attractie betrokken.

## Ontvangst
Na de opening kreeg de attractie de kritiek dat de stijl niet in de Efteling zou passen. Ook vond men hem erg kaal en te veel zicht op het gebouw van Fabula. Max & Moritz werd vanwege de architectuur en de decoratie vergeleken met de attractie Maximus' Blitz Bahn in Attractiepark Toverland. In maart 2025 sprak de ontwerper zich in een podcast uit tegenover alle kritiek. Hij vond de negatieve kritiek onterecht.
Lijst van attracties in de Efteling · Lijst van sprookjes in de Efteling · Afbeeldingen